# Campaña presidencial de Kamala Harris de 2020
La campaña presidencial de Kamala Harris de 2020, la senadora junior de los Estados Unidos por California, comenzó oficialmente el 21 de enero de 2019. Ella ha sido considerada como candidata de alto perfil para las primarias presidenciales del Partido Demócrata de 2020 desde 2016. El 3 de diciembre se anunció que la senadora suspendería su campaña presidencial. El 11 de agosto de 2020, Joe Biden, el candidato demócrata a la presidencia, anunció formalmente que seleccionó a la senadora Harris para ser su compañera de fórmula en cara a las elecciones presidenciales de noviembre del mismo año.

## Antecedentes
Después de la elección de Donald Trump en 2016, Harris fue nombrada como parte del "Hell-No Caucus" por Politico en 2018, junto con los senadores Cory Booker, Kirsten Gillibrand, Elizabeth Warren y Bernie Sanders, dado que votó abrumadoramente para rechazar a los nominados para las posiciones del gabinete presidencial, como con Rex Tillerson, Betsy DeVos y Mike Pompeo; todos los senadores de este grupo fueron considerados posibles contendientes presidenciales de 2020 en este momento. Antes de dar a aconocer su candidatura, había declarado públicamente que "no lo está descartando". En diciembre de 2018, Harris anunció que planeaba considerar si se postulaba para presidente "durante las vacaciones". Al mes siguiente, se confirmó que se esperaba que Harris hiciera un anuncio oficial alrededor del Día de Martin Luther King Jr. con respecto a las elecciones de 2020.
Harris fue la sexta demócrata que ocupa algún cargo en anunciar formalmente una campaña en las elecciones presidenciales de Estados Unidos de 2020, uniéndose a la senadora de Massachusetts Elizabeth Warren, la congresista de Hawái Tulsi Gabbard, excongresista de Maryland John Delaney, exsenador del estado de Virginia Richard Ojeda, exsecretario de Vivienda y Desarrollo Urbano de los Estados Unidos Julián Castro, y la senadora de Nueva York Kirsten Gillibrand.

## Respaldos

### Funcionarios federales
- Katherine Archuleta, directora de la Oficina de Administración de Personal (2013–2015)[12]
- Tony West, Fiscal general asociado de los Estados Unidos (2012–2014); cuñado de Harris[13]

### Representantes
- Barbara Lee, representante por California (desde 1998)[14]
- Jim Costa, representante por California (desde 2005)[15]
- Katie Hill, representante por California (desde 2019)[16]
- Julia Brownley, representante por California (desde 2013)[16]
- Ted Lieu, representante por California (desde 2015)[16]
- Nanette Barragán, representante por California (desde 2017)[16]
- Jahana Hayes, representante por Connecticut (desde 2019)[17]
- Alcee Hastings, representante por Florida (desde 1993)[18]
- Frederica Wilson, representante por Florida (desde 2011)[19]
- Bobby Rush, representante por Illinois (desde 1993)[19]
- Danny Davis, representante por Illinois (desde 1997)[20]
- Brenda Lawrence, representante por  Michigan (desde 2015)[21]
- Lacy Clay, representante por Missouri (desde 2001)[22]
- Marcia Fudge, representante por Ohio (desde 2008)[23]
- Al Green, representante por Texas (desde 2005)[24]

### Gobernadores
- Gavin Newsom, Gobernador de California (desde 2019); Vicegobernador de California (2011–2019); Alcalde de San Francisco (2004–2011)[25]

### Funcionarios estatales
- Eleni Kounalakis, Vicegobernadora de California (desde 2019); embajadora a Hungría (2010–2013)[26]
- Alex Padilla, Secretario de Estado de California (desde 2015)[26]
- Fiona Ma, Tesorera estatal de California (desde 2019)[26]
- Tony Thurmond, Superintendente estatal de California (desde 2019)[26]
- Ricardo Lara, Comisionado de Seguros de California (desde 2019)[26]
- Malia Cohen[27]
- Martha Coakley, Fiscal general de Massachusetts (2007–2015); candidata demócrata para senadora en 2010 y Gobernadora en 2014[28]

### Líderes partidistas
- Victor Dutchuk, presidente de West Des Moines Democrats[29]
- Sue Dvorsky, expresidenta del Partido Demócrata de Iowa
- Joe Keefe, expresidente del Partido Demócrata de Nuevo Hampshire

### Individuos
- Lance Bass, cantante, actor, productor y autor[30]
- Deidre DeJear, candidata demócrata para Secretaria de Estado de Iowa en 2018[31]
- Marc Elias, abogado[13]
- Jesse Tyler Ferguson, actor y activista[30]
- Maya Harris, abogada y comentarista de televisión; hermana de Harris[13]
- Dolores Huerta, sindicalista, cofundadora y primera vicepresidente emérita del Sindicato de Trabajadores Agrícolas de América, AFL-CIO (UFW)[32]
- Konrad Juengling, activista LGBT[33]
- Mindy Kaling, actriz[34]
- Bob Mulholland, portavoz principal del Partido Demócrata de California[35]
- Ron Perlman, actor y actor de voz[36]
- Ryan McCartan, actor[37]
- Holly Robinson Peete, actriz[38]
- Averell Smith, consejero político[13]
- Susie Tompkins Buell, emprendedora y empresaria